# Антиго (Висконсин)
Антиго (енгл. Antigo) град је у америчкој савезној држави Висконсин.

## Демографија
По попису из 2010. године број становника је 8.234, што је 326 (-3,8%) становника мање него 2000. године.
| Група             | 2000.         | 2010.         |
| Белци             | 8.254 (96,4%) | 7.720 (93,8%) |
| Афроамериканци    | 26 (0,3%)     | 45 (0,5%)     |
| Азијати           | 25 (0,3%)     | 34 (0,4%)     |
| Хиспаноамериканци | 103 (1,2%)    | 226 (2,7%)    |
| Укупно            | 8.560         | 8.234         |